# کلاته سیدعلی (نهبندان)
کلاته سیدعلی روستایی در دهستان نه بخش مرکزی شهرستان نهبندان استان خراسان جنوبی ایران است. بر پایه سرشماری عمومی نفوس و مسکن در سال ۱۳۹۰ جمعیت این روستا ۳۱۹ نفر (در ۱۰۲ خانوار) بوده است.
با توجه به آب و هوایی گرم و خشک منطقه ای که روستا کلاته سیدعلی در آن واقع شده است،مردم روستا از طریق آب قنات به کشاورزی مشغول هستند.